# Clematis subtriloba
Clematis subtriloba là một loài thực vật có hoa trong họ Mao lương. Loài này được Nees ex G.Don mô tả khoa học đầu tiên năm 1831.